# Lijst van burgemeesters van Loosdrecht
Dit is een lijst van burgemeesters van de voormalige Nederlandse gemeente Loosdrecht (provincie Noord-Holland). Op 1 januari 2002 fuseerden de gemeenten Loosdrecht, 's-Graveland en Nederhorst den Berg tot de gemeente Wijdemeren.
| Ambtsperiode      | Naam burgemeester                       | Partij of stroming | Bijzonderheden                                 |
| ----------------- | --------------------------------------- | ------------------ | ---------------------------------------------- |
| 1813              | J. Stadelaar                            |                    | maire-adjunct, ook burgemeester van Kortenhoef |
| 1816-1833         | J. Blanke                               |                    |                                                |
| 1833-1857         | J.W. de Wit                             |                    |                                                |
| 1857-1875         | J.F. de Wit                             |                    |                                                |
| 1875-1890         | C.J. Hacke van Mijnden                  |                    |                                                |
| 1892-1906         | F.C.H. Roijaards                        |                    |                                                |
| 1906-1909         | mr. H.Th. s'Jacob                       | CHU                |                                                |
| 1909-1944 en 1945 | jhr. Q.J. (Quirijn Johan) van Swinderen |                    |                                                |
| 1945-1946         | jhr. mr. C. Dedel                       |                    | waarnemend                                     |
| 1946-1970         | mr. J.L. Vunderink                      |                    |                                                |
| 1970-1981         | Dirk (D.D.W.J.) Kastelein               | CHU/CDA            |                                                |
| 1981-1984         | Maja (M.K.) van Langeveld-Berkel        | VVD                |                                                |
| 1984              | Jules (J.V.M.) Steegmans                | CDA                | waarnemend                                     |
| 1985-2001         | Jos (J.J.) Gieskens                     | VVD                |                                                |